# Giuseppe Torretti
Giuseppe Torretti, o Torretto (Pagnano, 29 agosto 1664 – Venezia, 13 dicembre 1743), è stato uno scultore e intagliatore italiano.

## Biografia
Figlio di Giovanni e di una Caterina, come testimoniato dagli atti rilasciati in vista del suo matrimonio si trasferì a Venezia attorno al 1680. Qui fu assunto nella bottega dell'intagliatore Antonio Raffaelli, come affermato dal figlio di questi, Girolamo.
Il 30 novembre 1690 è menzionato per la prima volta nell'arte degli intagliatori, alla quale fu iscritto sino agli anni 1740. Nel luglio 1691 ottenne la prima carica in seno alla corporazione, quale "aggiunto alle prove", mentre l'anno successivo divenne "avicario dell'arte", così come nel 1697 e nel 1700. Evidentemente sin dagli anni 1690 sua attività doveva essere ben avviata; ciononostante, non ci è pervenuto alcun lavoro di questo primo periodo; ci resta la menzione di un «letto d'intaglio» realizzato nel 1698 per gli Zane. 
Poco più tardo è il contratto per un «baldacchino» ligneo commissionato dalla Scuola del Santissimo Sacramento della Santa Sofia di Venezia nel 1700. Ma il primo lavoro arrivato sino a noi è una statua in legno policromo di Sant'Antonio di Padova con il Bambino, conservata nella parrocchiale di Paderno del Grappa. Spedita da Venezia nel marzo 1700, rappresenta il prototipo per un soggetto che l'artista riprodusse più volte in marmo.
Nel 1702 il pittore Antonio Molinari gli commissionò due statue lignee dei Santi Pietro e Paolo, anch'esse disperse, da collocare sull'altare maggiore della chiesa veneziana di Santa Margherita.
Di pari passo con la sua affermazione da artista proseguiva la sua carriera all'interno dell'arte degli intagliatori, dove divenne "gastaldo" (1703 e 1704) e "sindaco" (1705).
Dall'unione con la triestina Barbara Rosaniz, nel 1691, ebbe due figli: Giovanni Maria, nato nel dicembre 1691 e morto nel gennaio successivo, e Giovanni Antonio, nato nel 1693 e morto per «febre et ethisia» nel 1712. Scomparsa anche la moglie nel 1717, trascorse il resto della propria esistenza con il nipote Giuseppe Bernardi, a cui insegnò il mestiere e che per questo fu soprannominato Torretti. 
Nel 1706 si stabilì nella parrocchia di Santa Marina a Venezia dove visse fino alla morte.
Lavorò soprattutto a Venezia: opere sue si trovano, per esempio, a Santa Maria Formosa, ai Gesuiti, agli Scalzi e a San Stae sempre a Venezia. Ad Udine, nella Cappella Manin, vi sono suoi altorilievi lapidei, con episodi della vita della Vergine, che decorano le pareti laterali.
Fu inoltre il fondatore di una nota bottega, continuato poi dai nipoti Giuseppe Bernardi e Giovanni Ferrari, dove, fra gli altri, si formò il Canova.
Il nipote Giuseppe Bernardi venne soprannominato, e viene ancora talvolta nominato, con lo stesso cognome (Giuseppe Torretto o Torretti o Torrettino).

## Opere
Sicuramente sono documentate del Torretti le seguenti opere:
- Democrito e Eraclito  due busti di marmo (1705) a Ca' Rezzonico
- San Pietro e San Paolo nella chiesa dei Santi Apostoli a Venezia del 1711
- Maddalena e San Giovanni Evangelista nella chiesa di Santa Maria Assunta di Malamocco
- Due Angeli nella chiesa parrocchiale di Fratta Polesine
- Il San Pietro in marmo bianco nella chiesa arcipretale di Santa Maria Assunta a Loreo, opera del 1714

Opere attribuite sono:
- Sant'Osvaldo, rilievi sulla vita di San Eustachio e due Angeli sulla facciata della chiesa San Stae a Venezia
- Crocifisso, San Gregorio papa e busto di Sebastiano Foscarini nella chiesa San Stae a Venezia
- San Giacomo e Sant'Andrea in San Giorgio Maggiore a Venezia
- Arcangelo Michele in Santa Maria di Nazareth a Venezia
- L'Innocenza a Santa Maria dei Carmini a Venezia
- Arcangeli Michele, Gabriele, Uriele e la Santissima Trinità nella chiesa dei Gesuiti a Venezia
- Crocifisso ligneo nella chiesa di San Moisè a Venezia
- Crocifisso ligneo nella chiesa dei Santi Apostoli a Venezia[4]

San Sebastiano sulla facciata della Chiesa di San Stae Venezia
Sant'Osvaldo sulla facciata della Chiesa di San Stae Venezia
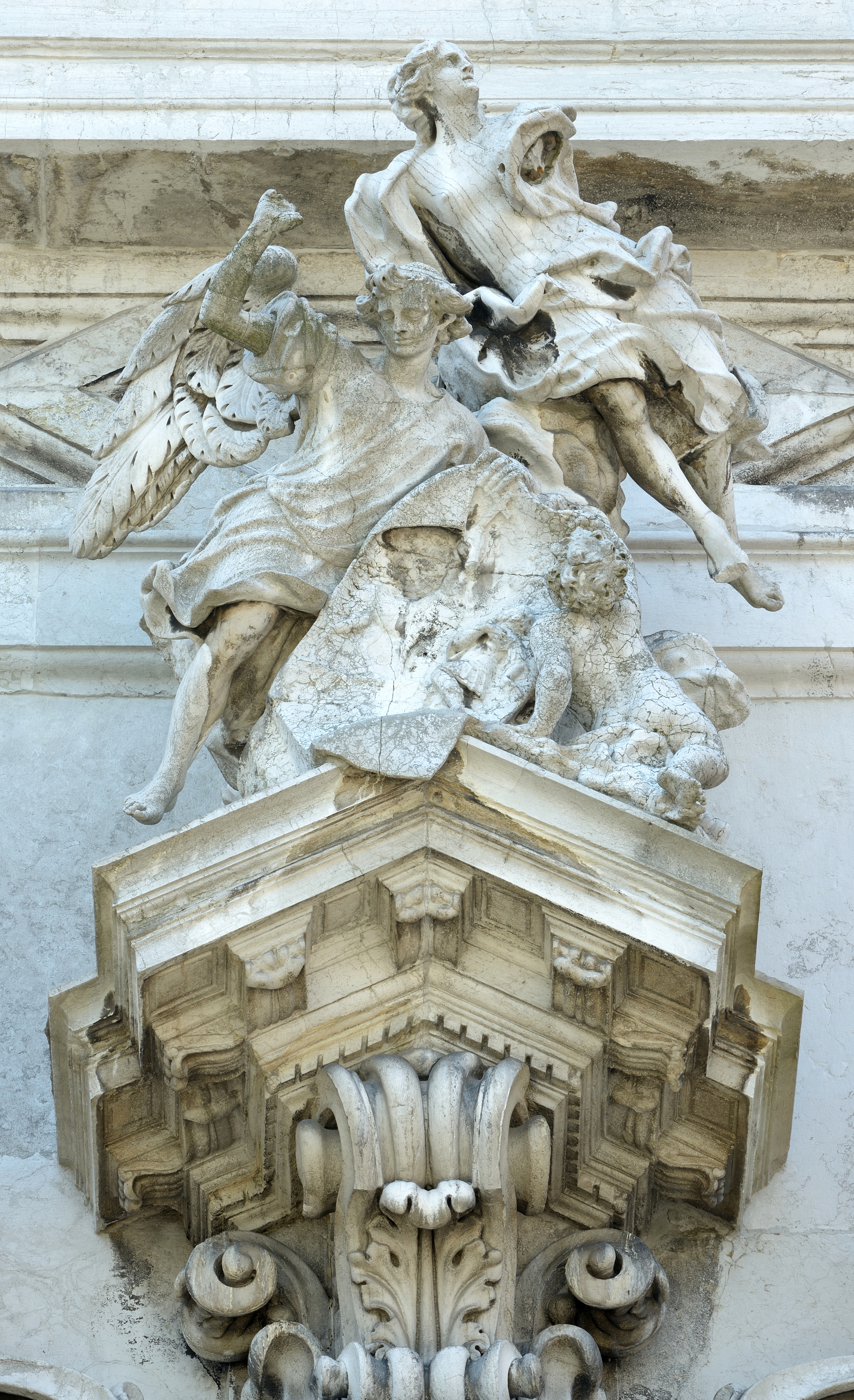
Angeli sulla facciata della Chiesa di San Stae Venezia
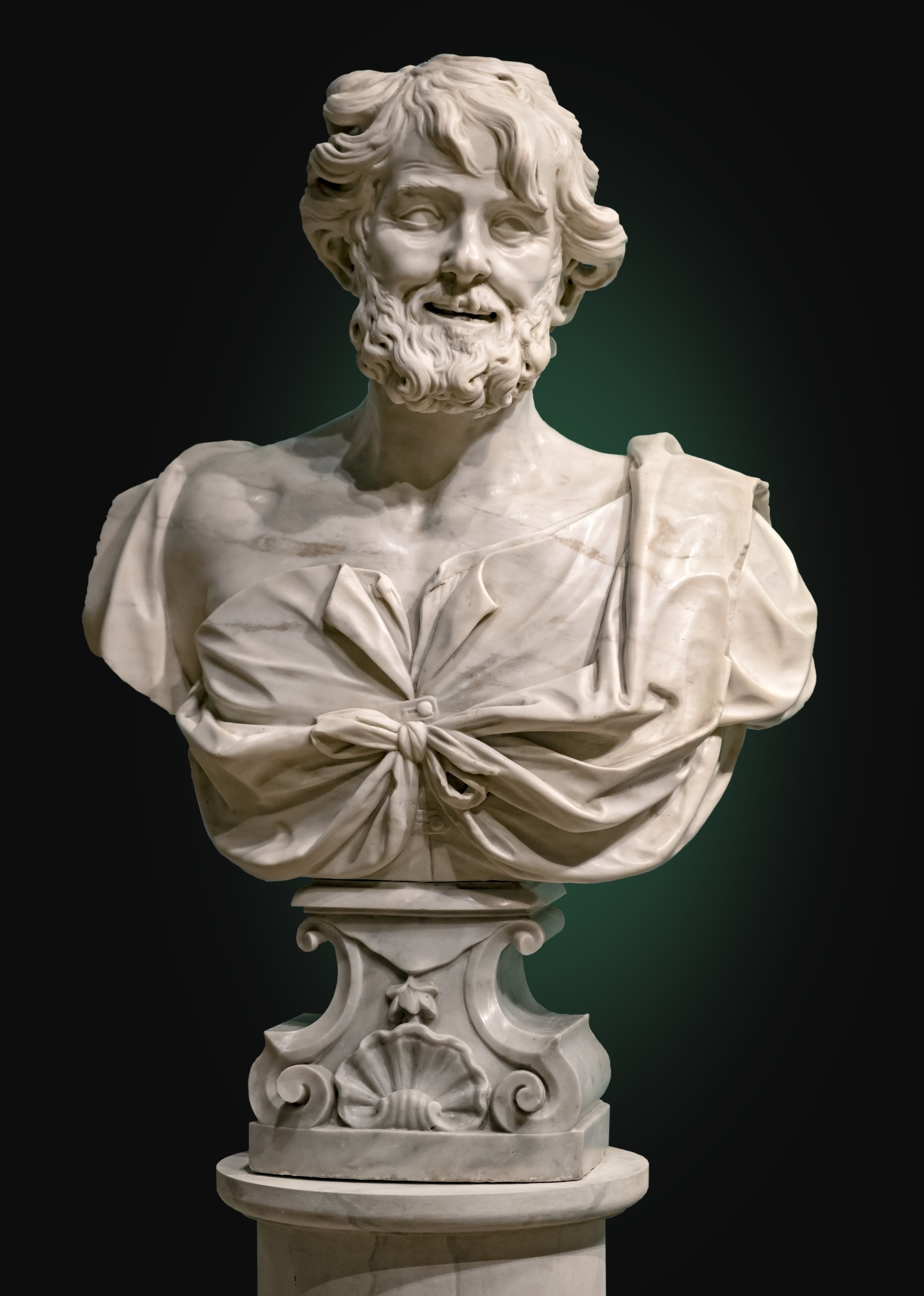
Democrito Ca' Rezzonico (Venezia) - Portego
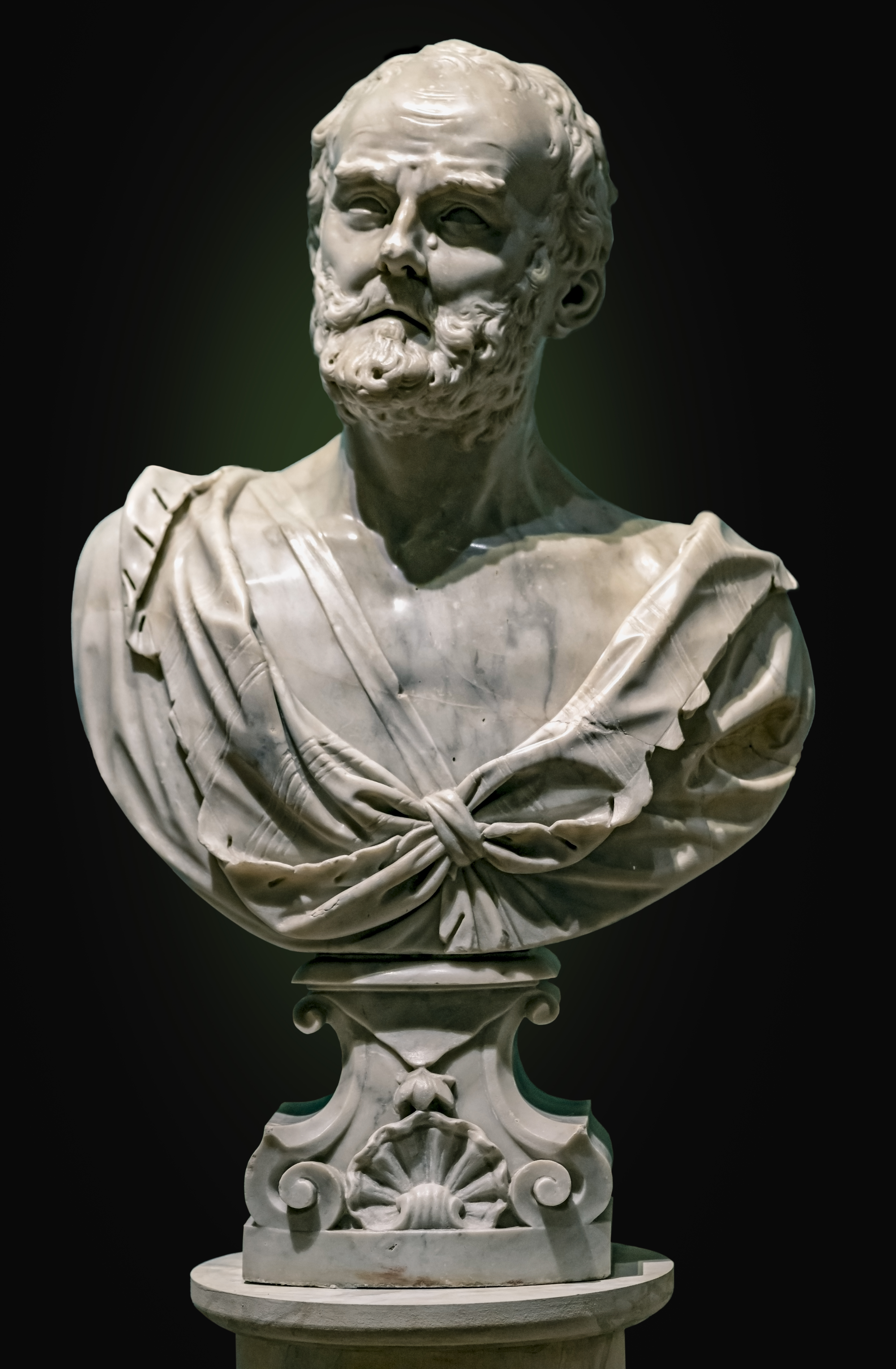
Eraclito Ca' Rezzonico (Venezia) - Portego